# Scaevola hamiltonii
Scaevola hamiltonii är en tvåhjärtbladig växtart som beskrevs av Kurt Krause. Scaevola hamiltonii ingår i släktet Scaevola och familjen Goodeniaceae. Inga underarter finns listade i Catalogue of Life.